# Șelimbăr
Șelimbăr (en hongrois : Sellenberk, en allemand : Schellenberg) est une commune du județ de Sibiu en Roumanie.